# Johannes Paul II. – Sein Weg nach Rom
Johannes Paul II. – Sein Weg nach Rom ist eine US-amerikanische Filmbiografie aus dem Jahr 1984 und hat Papst Johannes Paul II. zum Thema.

## Handlung
In Krakau trifft die Nachricht vom plötzlichen Tod von Johannes Paul I. ein. Davon ausgehend wird das Leben von Karol Józef Wojtyła erzählt, der als Johannes Paul II. zum neuen Papst gewählt werden wird.
Eine erste Rückblende erzählt von Wojtyłas Zeit im Jahr 1938 in seiner polnischen Geburtsstadt Wadowice, wo er mit seinem Vater vor dem Hintergrund des Anschlusses Österreichs und der drohenden Sudetenkrise lebt. In seiner Freizeit spielt Wojtyła Fußball und wirkt in Theateraufführungen mit. Er fällt durch seine Rednerbegabung auf, ist sich aber selbst noch nicht sicher, was er studieren soll.
Kurz bevor Wojtyła am 3. Oktober zur Papstwahl aufbricht, muss er sich mit Skarzynski, dem Minister für Kirchenangelegenheiten, über die Bedeutung der Freiheit auseinandersetzen.
Die nächste Rückblende setzt am 1. September 1939, dem Tag des Ausbruchs des Zweiten Weltkriegs durch den deutschen Überfall auf Polen, ein. Wojtyła studiert inzwischen Philosophie und Polnische Literatur an der Jagiellonen-Universität in Krakau. Doch bald wird die Universität von den Besatzern geschlossen und die geistige Elite im Rahmen der Sonderaktion Krakau verhaftet und deportiert. Wojtyła selbst wird später zur Zwangsarbeit im Steinbruch verpflichtet. Er lernt Jan Tyranowski kennen, der ihn spirituell prägt.
Als die Presse bei Wojtyłas Ankunft in Rom spekuliert, ob die Zeit reif für einen nicht-italienischen Papst ist, gelten Giovanni Benelli und Giuseppe Siri als Favoriten.
Ab 1940 hilft Wojtyła Juden, sich vor den Nationalsozialisten zu verstecken. Er ist verzweifelt angesichts der Geschehnisse, doch Tyranowski macht ihm Mut und inspiriert ihn, sich mit dem Mystiker und Kirchenlehrer Johannes vom Kreuz zu beschäftigen. Eines Abends im Jahr 1941 wird er auf dem Heimweg von einem Lastwagen angefahren. Dieses Ereignis bestärkt ihn darin, seiner geistlichen Berufung zu folgen. Wenig später wird Wojtyła vom Tod seines Vaters erschüttert.
Während am 13. Oktober 1978 die versammelten Nachfolger diskutieren, wer wohl der neue Papst werden wird, erinnert Wojtyła sich an seine Zeit im Seminar und an seinen Förderer, Erzbischof Adam Sapieha.
Im Januar 1945 kommt Polen unter sowjetischen Einfluss. Die Studenten an der Krakauer Universität sind verbittert angesichts der Anwesenheit der Sowjets. Im Jahr 1946 wird Wojtyła von Sapieha zum Priester geweiht. Nach seinem Doktorat in Rom kehrt er im Jahr 1948 nach Krakau zurück. Er lernt Stefan Wyszyński kennen und erfährt bestürzt von Sapieha, der inzwischen Kardinal geworden ist, dass der Kommunismus in Polen das religiöse Leben im Land drastisch einschränkt. Kurz nachdem er Kaplan in Niegowić bei Gdów wird, stirbt Kardinal Sapieha. Wenig später lehrt Wojtyła als Professor in Krakau.
Am ersten Tag des Konklaves verschärft ein Interview von Kardinal Siri mit vertraulichen Informationen die Konkurrenzsituation zwischen Siri und Benelli.
Im Jahr 1958 wird Wojtyła von Erzbischof Eugeniusz Baziak zum Weihbischof in Krakau geweiht. Ab 1959 kommt es im Krakauer Stadtteil Nowa Huta zur Konfrontation zwischen den kommunistischen Machthabern und der Bevölkerung, als die Machthaber gegen ein Holzkreuz im Ort und einen an seiner Stelle geplanten Kirchenbau vorgehen. Wojtyła, der von den Kommunisten unterschätzt wird, weil er die Politik Wyszyński und anderen überlässt, kann in Verhandlungen mit Minister Skarzynski den Kirchenbau durchsetzen. Im Jahr 1976 kommt es – während die Bauarbeiten an der Kirche in Nowa Huta voranschreiten – nach der Absetzung eines sowjetkritischen Theaterstücks zu Protesten, die gewaltsam niedergeschlagen werden. Während die Bischöfe Wojtyła zur Neutralität raten, übt dieser offen Kritik am System. Als PVAP-Vorsitzender Władysław Gomułka daraufhin den Bau der Kirche in Nowa Huta stoppen lässt, hält Wojtyła eine Messe im Freien ab.
Am 15. Oktober 1978, dem zweiten Tag des Konklave, zeichnet sich ab, dass Wojtyła am nächsten Tag neuer Papst werden wird. Wojtyła nimmt die Wahl an und gibt sich aus Respekt vor seinen Vorgängern den Papstnamen Johannes Paul. Die polnische Bevölkerung reagiert mit Freude.

## Auszeichnungen
Drehbuchautor Christopher Knopf wurde für den Writers Guild of America Award nominiert.

## Kritiken
„Der nicht immer geglückte, aber respektable Versuch, in einem Spielfilm das Leben des in Wadowice in Polen geborenen Karol Wojtyla von seinem Abitur bis zur Wahl als Papst darzustellen.“